# Hulk Vs
Hulk Vs is een direct-naar-video animatiefilm van Marvel Studios en Lionsgate, gebaseerd op het personage de Hulk. De film bestaat in feite uit twee kortere films: Hulk vs. Wolverine en Hulk vs. Thor. De films werden getekend in de Japanse studio Madhouse. Beide films kregen van de MPAA de rating PG-13.

## Verhaal

### Hulk vs. Wolverine
Department H stuurt Wolverine eropuit om een mysterieus beest dat bij het Amerikaanse leger bekendstaat als de Hulk op te sporen. Hij zou zich ophouden in de Canadese wildernis. Onderweg is hij getuige van de vernielingen die de Hulk in een klein plaatsje heeft aangericht.
Wolverine vindt het alter ego van de Hulk, Bruce Banner, bij de oever van een meer. Hij ondervraagt hem op brute wijze, nadat hij ontdekt dat Banner dezelfde geur heeft als de Hulk. Wolverine gaat echter te ver en Banner verandert in de Hulk. De twee gaan de strijd aan met elkaar, maar geen van beide lijkt de overhand te kunnen krijgen. Het gevecht wordt onderbroken wanneer ze beide met een verdovingspijl worden neergeschoten door Team X (bestaande uit Deadpool, Omega Red, Lady Deathstrike, en Sabretooth).
Vervolgens ziet men via een flashback hoe Wolverine door Weapon X werd gevangen en zijn adamantiumskelet kreeg. Wolverine wordt uit zijn verdoving gewekt in een Weapon X-hoofdkwartier. Hier wordt hij begroet door Professor Thornton, een van de geleerden die verantwoordelijk was voor Wolverines operatie. Hij onthult dat zij al weken achter de hulk aan zaten en dat Banner door hun toedoen steeds in de Hulk veranderde. Nu Thornton de Hulk gevangen heeft, wil hij hem als wapen inzetten door Banners geheugen te wissen.
Wolverine ontsnapt en vindt Banner. Hij dwingt hem weer in de Hulk te veranderen, waarna ze zich samen een weg uit het Weapon X-hoofdkwartier vechten. Uiteindelijk vernietigen ze de hele basis. Naderhand hervatten Hulk en Wolverine hun oorspronkelijke strijd. Wie deze strijd wint wordt niet onthuld.

### Hulk vs. Thor
Eeuwenlang heeft Odin het rijk Asgard beschermd, maar elk jaar moet hij een week rust nemen om weer op krachten te komen. In die week proberen veel van Asgards vijanden het rijk over te nemen. Ze worden altijd verslagen door Thor en de andere Asgardianen, maar ten koste van enkele levens.
Dit jaar heeft Loki een alternatief plan om Asgard tijdens Odins rustperiode te veroveren. Hij ontvoert Banner met behulp van Enchantress, voorheen Thors vriendin Amora, en brengt hem naar Asgard. Daar laat hij hem veranderen in de Hulk. Vervolgens spreekt Enchantress een spreuk uit die Banner en de Hulk van elkaar scheidt en Loki controle over de hulk geeft.
Hulk/Loki arriveert bij de poort en verslaat de Warriors Three. Thor gaat de strijd aan met de Hulk wanneer hij beseft dat deze door Loki wordt beheerst. Na een lang gevecht gebruikt Thor zijn hamer om Loki en de Hulk weer van elkaar te scheiden. De Hulk is nu echter onbeheersbaar, omdat hij geen alter ego meer heeft en hij doodt Thor bijna. Enchantress, die nog steeds van Thor houdt, komt echter tussenbeide. Ze brengt hem weer bij zijn positieven en vertelt hem waar Loki zich bevindt.
Aangekomen op die plek blijkt dat Loki Banner heeft gedood. Amora kan de twee daarom niet meer samensmelten en de Hulk terug naar de aarde sturen. Loki beseft ondertussen dat de Hulk nu ook voor hem een bedreiging vormt en hij besluit Thor te helpen. Zelfs met z’n tweeën kunnen ze echter niet tegen de Hulk in zijn huidige vorm op. Uiteindelijk dalen ze af in de Hel om Hela om hulp te vragen.
Ondertussen komt Banners ziel in een soort hiernamaals, dat eruitziet als de normale wereld. In deze wereld is hij getrouwd met Elizabeth Ross en heeft hij een zoon genaamd Bruce Jr. Zijn verblijf in deze wereld wordt onderbroken wanneer Hela hem naar haar troon brengt, waar Loki en Thor wachten. Banner wil Asgard echter niet helpen. Loki overtuigt Hela daarom om de Hulk ook daarheen te halen. Ze stemt daarmee in en teleporteert Hulk naar zich toe. Daarmee redt ze op het laatste moment Odin.
Banner versmelt weer met de Hulk en wordt door Hela terug naar de aarde gestuurd.

## Rolverdeling
| Acteur              | Personage             |
| ------------------- | --------------------- |
| Fred Tatasciore     | Hulk                  |
| Bryce Johnson       | Bruce Banner          |
| Steven Blum         | Wolverine             |
| Matthew Wolf        | Thor                  |
| Nolan North         | Deadpool              |
| Mark Acheson        | Sabretooth            |
| Janyse Jaud         | Lady Deathstrike Hela |
| Colin Murdock       | Omega Red             |
| Tom Kane            | Professor Thornton    |
| Graham McTavish     | Loki                  |
| Grey DeLisle        | Sif                   |
| Kari Wahlgren       | Amora / Enchantress   |
| Jay Brazeau         | Volstagg              |
| Jonathan Holmes     | Fandral               |
| Paul Dobson         | Hogun                 |
| Michael Adamthwaite | Balder                |
| French Tickner      | Odin                  |
| Qayam Devji         | Bruce Jr.             |

## Productie
Hulk vs. Wolverine is een animatiefilm van 37 minuten. Frank Paur was de producer/regisseur van deze film. Het scenario werd geschreven door Craig Kyle en Christopher Yost. Volgens Kyle is de film een prequel op de animatieserie Wolverine and the X-Men.
Hulk vs. Thor duurt 45 minuten. Deze film werd geproduceerd door Frank Paur en geregisseerd door Sam Liu.